# Heiko Braak

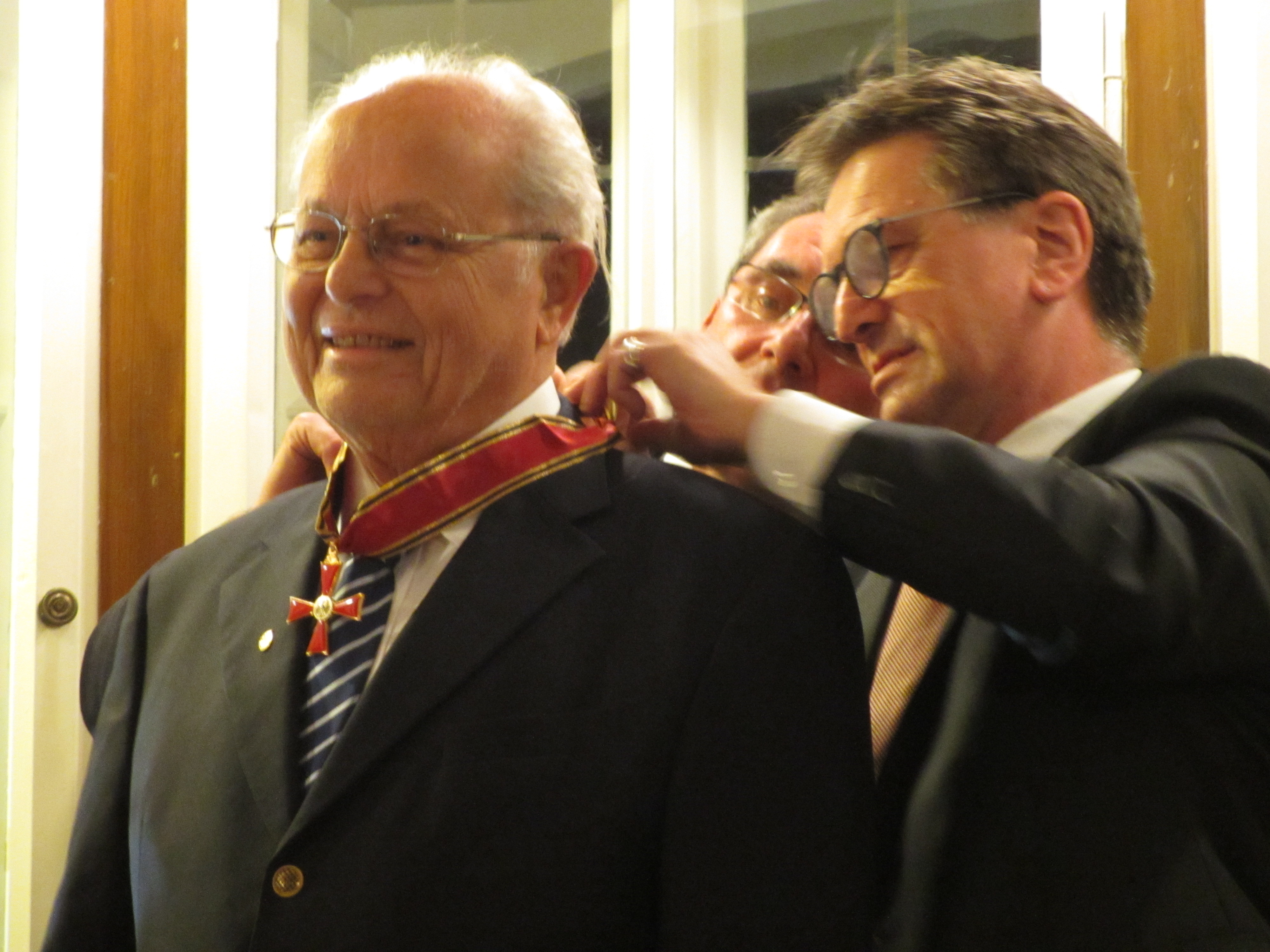
Heiko Braak bei der Verleihung des Großen Verdienstkreuzes (2018)

Heiko Braak (* 16. Juni 1937 in Kiel) ist ein deutscher Anatom mit dem Forschungsschwerpunkt Klinische Neuroanatomie. Von 1980 bis 2002 bekleidete er einen Lehrstuhl für Anatomie an der Universität Frankfurt am Main. Nachfolgend beschäftigte er sich in Frankfurt ehrenamtlich mit Fragestellungen zu neurodegenerativen Erkrankungen des Menschen. Seit 2009 ist er Seniorprofessor am Zentrum für Biomedizinische Forschung der Universität Ulm.

## Familie
Braaks Eltern sind Elisabeth Braak geb. Möller (1905–1976) und Johannes Edmund „Ivo“ Braak (1906–1991), Professor für deutsche und niederdeutsche Philologie an den Pädagogischen Hochschulen in Flensburg (1948–1959) und Kiel (1959–1973, Rektor 1961–1967). Der Bühnenregisseur Kai Braak ist ein Bruder von Heiko Braak. 
Verheiratet war Braak 1973–2000 mit Eva Braak geb. Foh (1939–2000). Sie war 1967–1971 Assistentin am Cecile & Oskar Vogt Institut für Hirnforschung in Neustadt (Schwarzwald), wechselte an das Anatomische Institut der Universität Kiel und wirkte, seit 1980 gemeinsam mit Braak, am Zentrum der Morphologie der Universität Frankfurt.
Seit 2000 Witwer, heiratete Braak 2010 Kelly Del Tredici (* 1951 in San Francisco). Mit einem Fredrick-Sheldon-Stipendium war sie 1989 von der Harvard University nach Deutschland gekommen. Mit ihrem Mann forscht sie seit 2009 an der Universität Ulm im Zentrum für Biomedizinische Forschung.

## Leben
Braak studierte ab 1957 an der Universität Hamburg, der Christian-Albrechts-Universität zu Kiel und der Freien Universität Berlin Medizin. Medizinalassistent war er in Kiel, Stuttgart, Gevelsberg (1963–1965). Mit einer Doktorarbeit über das Zentralnervensystem der Knorpelfische wurde er 1964 in Kiel zum Dr. med. promoviert. 1965 approbiert, ging er als wissenschaftlicher Assistent zu Wolfgang Bargmann im Anatomischen Institut der Universität Kiel. Er habilitierte sich 1970 und erhielt die Venia legendi (Habilitation) für das Gesamtfach Anatomie. Nach vier Jahren als Privatdozent wurde er 1974 zum apl. Professor ernannt. Im Sommersemester 1978 war er Gastprofessor für Neurologie an der Harvard Medical School. Wieder in Kiel, folgte er 1980 dem Ruf der Johann Wolfgang Goethe-Universität Frankfurt am Main auf ihren Lehrstuhl für Anatomie. Als Universitätsprofessor (C4) im Zentrum der Morphologie, Dr. Senckenbergische Anatomie, war er über 22 Jahre Direktor des Instituts für Klinische Neuroanatomie. 2002   emeritiert, forschte er noch 7 Jahre ehrenamtlich am Institut für Klinische Neuroanatomie. 2009 ging er als Seniorprofessor an die Klinik für Neurologie der Universität Ulm. Durch Manfred Lucha erhielt er am 26. November 2018 in der Villa Lindenhof (Herrlingen) das Große Verdienstkreuz.

## Forschung
Braak wurde 1996 in die NIA-Reagan Commission’s Working Group on Consensus Recommendations for the post-mortem Diagnosis of Alzheimer’s Disease (Bethesda, USA) berufen. Seine Publikationen befassen sich mit der Anatomie des menschlichen Nervensystems und, darauf aufbauend, auch mit Altersveränderungen und neurodegenerativen Erkrankungen dieses Organsystems. Mit dem Methodenspektrum eines Anatomen (wie: Anfertigung von Serienschnitten durch ganze Hirnhemisphären) und eigens entwickelten Techniken (wie: Darstellung der Lipofuscinpigmente und der basophilen Substanz in 100 µm dicken Hirnschnitten) gelingt es häufig, neuropathologische Fragestellungen in neuem Licht zu betrachten und Antworten auf bisher ungelöste Fragen zu finden. Braaks h-Index ist 94.

## Veröffentlichungen
Braak befasst sich systematisch mit der Neuroanatomie und der Architektonik des menschlichen Gehirns. Ein Schwerpunkt ist der Bezug zur Neurologie mit den Substraten von Alzheimer-Krankheit, Parkinson-Krankheit, Silberkornkrankheit und Amyotropher Lateralsklerose.

### M. Alzheimer
- mit E. Braak: Neuropathological staging of Alzheimer related changes. Acta Neuropathol. 82 (1991), S. 239–259.
- mit E. Braak: Frequency of stages of Alzheimer-related lesions in different age categories. Neurobiol. Aging 18 (1997), S. 351–357.
- mit I. Alafuzoff, T. Arzberger, H. Kretzschmar, K. Del Tredici: Staging of Alzheimer-associated neurofibrillary pathology using paraffin sections and immunocytochemistry. Acta Neuropathol. 112 (2006), S. 389–404.
- mit D. R. Thal, E. Ghebremedhin, K. Del Tredici, K.: Stages of the pathologic process in Alzheimer disease: age categories from 1 to 100 years. J. Neuropathol. Exp. Neurol. 70 (2011), S. 960–969.
- mit K. Del Tredici: Neuroanatomy and pathology of sporadic Alzheimer’s disease. Adv. Anat. Embryol. Cell. Biol. 215 (2015), S. 1–162.

### M. Parkinson
- mit K. Del Tredici, U. Rüb, R. A. I. de Vos, J. R. E. Bohl: Where does Parkinson disease pathology begin in the brain? J. Neuropathol. Exp. Neurol. 61 (2002), S. 413–426.
- mit K. Del Tredici, U. Rüb, R. A. I. de Vos,  E. N. H. Jansen Steur: Staging of brain pathology related to sporadic Parkinson’s disease. Neurobiol. Aging 24 (2003), S. 197–211.
- mit C. H. Hawkes, K. Del Tredici: Parkinson’s disease: a dual hit hypothesis. Neuropathol. Appl. Neurobiol. 33 (2007), S. 599–614.
- mit K. Del Tredici: Neuroanatomy and pathology of sporadic Parkinson’s disease. Adv. Anat. Embryol. Cell. Biol. 201 (2009), S. 1–119.
- mit K. Del Tredici: Spinal cord lesions in sporadic Parkinson’s disease. Acta Neuropathol. 124 (2012), S. 643–666.

### Silberkornkrankheit
- mit E. Braak: Cortical and subcortical argyrophilic grains characterize a disease associated with adult onset dementia. Neuropathol. Appl. Neurobiol. 15 (1989), S. 13–26.
- mit K. Del Tredici, J. Bohl, H. Bratzke, E. Braak: Pathological changes in the parahippocampal region in select non-Alzheimer’s dementias. Ann. N. Y. Acad. Sci. 911 (2000), S. 221–239.
- mit M. Tolnay: Argyrophilic grain disease, in: D. W. Dickson, R. O. Weller (eds): Neurodegeneration: The Molecular Pathology of Dementia and Movement Disorders, 2nd ed. ISN Neuropathology Press/Wiley-Blackwell, Oxford 2011, S. 165–170.

### Amyotrophe Lateralsklerose
- mit J. Brettschneider, K. Del Tredici, J. B. Toledo, J. L. Robinson, D. J. Irwin, M. Grossman, E. Suh, V. M. Van Deerlin, E. M. Wood, Y. Baek, L. Kwong, E. B. Lee, L. Elman, L. McCluskey, L. Fang, S. Feldengut, A. C. Ludolph, V. M. Lee, J. Q. Trojanowski: Stages of pTDP-43 pathology in amyotrophic lateral sclerosis. Ann. Neurol. 74 (2013), S. 20–38.
- mit J. Brettschneider, A. C. Ludolph, V. M. Lee, J. Q. Trojanowski, K. Del Tredici:  Amyotrophic lateral sclerosis – a model of corticofugal axonal spread. Nat. Rev. Neurol. 9 (2013), S. 708–714.
- mit A. C. Ludolph, M. Neumann, J. Ravits, K. Del Tredici, K.: Pathological TDP-43 changes in Betz cells differ from those in bulbar and spinal α-motoneurons in sporadic amyotrophic lateral sclerosis. Acta Neuropathol. 133 (2017), S. 79–90.
- mit K. Del Tredici: Anterior cingulate cortex TDP-43 pathology in sporadic amyotrophic lateral sclerosis. J. Neuropathol. Exp. Neurol. (2017), in Druck. doi:10.1093/jnen/nlx104.

### Architektonik des menschlichen Gehirns
- Architectonics of the Human Telencephalic Cortex. Springer, Berlin 1980, pp. 1–146.
- Architectonics as seen by lipofuscin stains, in: Jones, E.G., Peters, A. (eds.): Cerebral Cortex. Cellular Components of the Cerebral Cortex, Vol I. Plenum Press, New York London 1984, pp. 59–104.
- mit E. Braak: Golgi preparations as a tool in neuropathology with particular reference to investigations of the human telencephalic cortex. Progr. Neurobiol. 25 (1985), S. 93–139.
- mit E. Braak: Anatomy of the human hypothalamus (chiasmatic and tuberal region), Progr. Brain Res. 93 (1992), S. 3–16.
- mit E. Braak, D. Yilmazer, J. Bohl: Functional anatomy of human hippocampal formation and related structures. J. Child Neurol. 11 (1996), S. 265–275.

## Ehrungen
- 1998: Sixth International Alzheimer’s Disease and Related Disorders Award for Pioneering Research Contributions on Alzheimer’s Disease (Amsterdam)
- 2006: Irving S. Cooper Visiting Professor in the Neurosciences for 2006, Mayo Clinic (Rochester, Minnesota, USA)
- 2008: Dingebauer-Preis der Deutschen Gesellschaft für Neurologie (Hamburg)
- 2009: Wahl in die Deutsche Akademie der Naturforscher Leopoldina (Halle/Saale)[5]
- 2014: Robert A. Pritzker Prize for Leadership in Parkinson’s Disease Research, Michael J. Fox Foundation (New York City)[6][7]
- 2014, 2015, 2016: Thomson Reuters List of Highly Cited Scientists 2014 (Neuroscience & Behavior)[8]
- 2015: Annemarie Opprecht Parkinson Award, Annemarie Opprecht Foundation (Bern)[9]
- 2015: European Grand Prix for Research, Foundation for Research on Alzheimer (Paris)
- 2016: Südwestrundfunk Landesschau 26. Februar 2016[10]
- 2016: Hans und Ilse Breuer Stiftung – Alzheimer Research Award (Frankfurt am Main)[11]
- 2017: Clarivate Analytics List of Highly Cited Researchers 2017 (Neuroscience & Behavior)[12][13]
- 2017: Parkinson's Foundation (New York City) – James Parkinson Medal (New York City)
- 2017: Deutsches Zentrum für Neurodegenerative Erkrankungen – Hartwig-Piepenbrock-DZNE-Preis (Bonn)[14]
- 2018: Verdienstorden der Bundesrepublik Deutschland, Großes Verdienstkreuz